# Аякс (Софокл)
«Аякс» (дав.-гр. Αἴας) — одна з найбільш ранніх трагедій давньогрецького драматурга Софокла. В основі трагедії — конфлікт між волею богів і слабкістю та безпорадністю людини.
Аякс — син Теламона, царя Саламіна, ватажок саламінських воїнів під стінами Трої.

## Час створення
Не збереглося документальних даних про час постановки трагедії, і різні дослідники, спираючись на різні стилістичні прикмети, пропонують досить широкий спектр датувань. Побудова парода (анапестичний вступ корифеїв, що супроводжується ліричною партією хору), що нагадує його структуру у Есхіла в «Благальницях», «Персах» і «Агамемноні», а також досить активне використання есхілівської фразеології змушує припускати, що «Аякс» належить до того періоду творчості Софокла, який він сам характеризував як час стилістичної близькості до свого попередника. Тому найбільш вірогідним представляється, що «Аякс» є найбільш ранньою з семи трагедій Софокла, що дійшли до нас, і належить до проміжку часу від середини 50-х до середини 40-х років V ст. На користь цього припущення говорить і та обставина, що мотив права небіжчика на поховання незалежно від його взаємин з людьми за життя, що становить ідейну передумову «Антігони», вже намічений в завершальній частині «Аякса».

## Сюжет
Аякс, герой Троянської війни, над усе шанував військову честь і завжди діяв відповідно до її кодексу. Після смерті Ахілла він мріяв успадкувати його бойовий обладунок, але ахейські вожді присудили озброєння Одіссею. Ображений Аякс вирішив помститися. Тоді богиня Афіна, розгнівана його погордливістю, наслала на Аякса безумство — і вночі він вирізав стадо худоби, прийнявши його за ахейське військо і вождів. Коли ж уранці розум повернувся до нього і він з жахом побачив скоєне, то, боячись глузувань воїнів, заподіяв собі смерть. Агамемнон заборонив ховати тіло героя, оскільки той мав намір убити вождів. Брат Аякса Тевкр, попри погрози Агамемнона і Менелая, почав рити для нього яму. Проти Атрідів виступив і Одіссей, постійний суперник Аякса, і підтримав Тевкра, пообіцявши свою допомогу. Він уважав, що боги виявили свою волю, позбавивши героя розуму. Але далі Аякс діяв уже на власний розсуд і смертю намагався відновити честь. Інший конфлікт трагедії — між низькими, що порушують закони богів, почуттями Атрідів і благородними прагненнями Тевкра та Одіссея — вирішується на користь останніх. Адже поховання Аякса — справа цілком богоугодна. Висновок Софокла в цій трагедії досить прозорий: людина завжди повинна пам'ятати про могутність богів і змиритися з ними, сліпо виконувати їхню волю.
Цілком можливо, що в цій трагедії негативне зображення Менелая та Агамемнона мало політичну основу. Адже перший був спартанським володарем, а другий — мікенським царем. У часи Софокла ці два міста, Спарта і Мікени, були об'єднані союзом, відносини якого з Афінами дедалі гіршали.

## Структура трагедії
Структура трагедії представляє деякі відмінності від звичайної для Софокла форми. Це стосується насамперед наступного за прологом (1-133) уже згаданого парода, в якому хоровій пісні (172—200) передують анапести корифеїв (134—171); потім дія у другій половині п'єси переноситься від майданчика перед шатром Аякса на морський берег, — відповідно хор, який залишив орхестру після ст. 814, повертається після ст. 865, і цей повторний вихід хору становить зміст так званого епіпарода (866—878), який переходить у коммос хору та Текмесса (879—973). Решта структурних елементів використовується без особливих відхилень від норми: епісодії 2-й, 3-й і 4-й (646—692, 719—865; 974—1184) носять цілком мовний характер; тільки епісодії 1-й (201—595) починаються анапестами (201—220), що переходять у коммос (221—262 — хор і Текмесса); другий коммос (348—429), розташований в рамках цього ж епісодію, розігрується між Аяксом і хором. До 1-го, 2-го і 4-му епісодій примикають стасим (596—645; 693—718; 1185—1222). Роль хорової партії після 3-го епісодію бере на себе епінарод з прилеглим до нього коммосом (866—973). Завершальна частина ексоду (1223—1420) витримана в анапесті (1402—1420), як і в обох трагедіях про Едіпа.

## Ролі
Ролі між трьома акторами могли розподілятися наступним чином: протагоніст — Аякс, Тевкр; девтерагоніст — Одіссей, Текмесса; тритагоніст — Афіна, Вісник, Менелай, Агамемнон. Можна припустити й інше розділення ролей між другим і третім акторами: другий грав Афіну, Текмессу і Агамемнона, третій — Одіссея, Вісника і Менелая. У будь-якому випадку роль Текмесси до ст. 1168 повинен був виконувати одягнений в її костюм статист, бо в ексоді на сцені присутні три персонажі (Тевкр, Агамемнон, Одіссей), а Текмесса весь час залишається безсловесною.

## Пізніші постановки
Історія Аякса привертала увагу античних драматургів і після Софокла. На афінській сцені її відтворювали в IV ст. Астідамант молодший («Аякс Безумний»), Каркін молодший і Феодект (дійшли тільки свідчення про існування цих п'єс і одна коротка репліка). Збереглися також два невеликих фрагменти з трагедій невідомих авторів, зміст яких становило самогубство Аякса. У Римі трагедія «Аякс» була у Лівія Андроніка (фр. 15-17), який взяв за зразок Софокла. Есхілівську назву «Суперечка про зброю» носили трагедії Пакувія (фр. 2948) і Акція (фр. 96-130), які, однак, розширили сюжет драми Есхіла, приєднавши до нього і смерть Аякса в дусі Софокла.